# Mike Brown
Mike Brown (Columbus, Ohio,5. ožujka 1970.) američki je profesionalni košarkaški trener. Trenutačno je glavni trener Cleveland Cavaliersa. Poznat je kao odličan obrambeni taktičar. Uspio je od Cavsa stvoriti momčad koja igra napad i obranu, bori se za svaku loptu i ne igra "divlju" košarku nego pokušava svaki napad što je moguće bolje iskoristiti. U sezoni 2007./08. odveo je Cavse do finala 2007. godine, ali ondje su u četiri utakmice izgubili od San Antonio Spursa. U sezoni 2008./09. proglašen je najboljim trenerom NBA lige. Cavaliersi su u regularnom dijelu sezone ostvarili 66 pobjeda i 16 poraza što je novi klupski rekord.

## Rani život
Brown je rođen u Columbusu, saveznoj državi Ohio, ali je djetinjstvo proveo u Europi. Kao odličan sportaš u košarci, nogometu, američkom nogometu i bejzbolu završio je srednju školu Würzburg American High School u njemačkom Würzburgu. Nakon dvogodišnjeg studija i igranja košarke na koledžu Mesa Community College, Brown odlazi na sveučilište u San Diegu. Ondje je 1992. završio studij, diplomirajući umjetnost. 

## Trenerska karijera
Od 2000. do 2003. bio je pomoćni trener Gregga Popovicha na klupi San Antonio Spursa. Bio je glavni trener Spursa na ljetnoj NBA ligi u Bostonu i Salt Lake Cityu. Nakon što je 2003. sa Spursima osvojio NBA naslov, Brown je postao pomoćnim trenerom Ricka Carliesea u Indiana Pacersima. Pomogao je Indiani osigurati dva uzastopna doigravanja, uključujući i finale Istočne konferencije 2004. godine. Ukupno je kao pomoćni trener u Spurisma i Pacersima ostvario omjer 341-201, što iznosi odličnih 62,9%.
U lipnju 2005. imenovan je novim glavnim trenerom Cleveland Cavaliersa, zamijenivši na toj poziciji Brendana Malonea i time postavši trećim najmlađim trenerom u povijesti NBA lige. U dvije godine uspio je posložiti momčad i odveo ih do NBA finala, gdje su izgubili u četiri utakmice od San Antonio Spursa. To je bio prvi finale u povijesti franšize Cavsa. U veljači 2009. vodio je klupu Istoka na NBA All-Star utakmici u Phoenixu. Međutim, prvi trener Clevelanda koji je sjedio na klupu Istoka bio je Lenny Wilkens 1989. godine. Proglašen je najboljim trenerom NBA sezone 2008./09.
U glasovanju 122 sportska novinara iz SAD-a i Kanade Brown je skupio 355 bodova. Na drugom mjestu je trener Houstona Rick Adelman (151), dok je Stan Van Gundy (Orlando) na trećoj poziciji sa 150 bodova. Posljednji trener Clevelenda koji je dobio ovu nagradu bio je Bill Fitch 1976. godine.

## Trenerska statistika
| Klub   | Godina    | Uta. | Pob. | Izg. | Pob.–Izg.% | Završetak                | Uta. vodio | Uta. pob. | Uta. izg. | Rezultat                       |
| ------ | --------- | ---- | ---- | ---- | ---------- | ------------------------ | ---------- | --------- | --------- | ------------------------------ |
| CLE    | 2005./06. | 82   | 50   | 32   | .610       | 2. u Centralnoj diviziji | 13         | 7         | 6         | Poraz u polufinalu doigravanja |
| CLE    | 2006./07. | 82   | 50   | 32   | .610       | 2. u Centralnoj diviziji | 20         | 12        | 8         | Poraz u NBA finalu             |
| CLE    | 2007./08. | 82   | 45   | 37   | .549       | 2. u Centralnoj diviziji | 13         | 7         | 6         | Poraz u polufinalu doigravanja |
| CLE    | 2008./09. | 82   | 66   | 16   | .805       | 1. u Centralnoj diviziji | 13         | 10        | 4         | Poraz u konferencijskom finalu |
| Ukupno |           | 328  | 211  | 117  | .643       |                          | 56         | 35        | 24        |                                |

## Vanjske poveznice
- Profil na NBA.com
- Profil na ESPN.com
- Profil  Arhivirana inačica izvorne stranice od 10. svibnja 2010. (Wayback Machine) na Basketball-Reference